# 39 Близнецов
39 Близнецов (лат. 39 Geminorum, HD 51530) — двойная или кратная звезда в созвездии Близнецов на расстоянии приблизительно 149 световых лет (около 46 парсеков) от Солнца. Видимая звёздная величина звезды — +6,2m.

## Характеристики
Первый компонент — жёлто-белая звезда спектрального класса F8Vbw или F7V. Радиус — около 2,22 солнечных. Эффективная температура — около 6075 К.